# Lucius Caecilius Metellus (consul en -251)
Pour les articles homonymes, voir Lucius Caecilius Metellus.
Lucius Caecilius Metellus (v. 290 av. J.-C., 221 av. J.-C.) est un homme politique de la République romaine de la puissante gens plébéienne des Caecilii Metelli. Il est deux fois consul durant la première guerre punique.

## Biographie
En 251 av. J.-C., il est consul avec Caius Furius Pacilus. Il défend victorieusement Palerme que les Romains viennent de conquérir contre une attaque carthaginoise (cf. Bataille de Panormus).
En 247 av. J.-C., il est consul avec Numerius Fabius Buteo. Par une action coordonnée de la flotte et de l'armée à terre, ils établissent le siège de Lilybée, port stratégique de la côte ouest de Sicile tenu par les Carthaginois, mais la résistance de la garnison carthaginoise parvient à les tenir en échec. Ce siège durera plusieurs années, et dépasse donc la durée de leur consulat.
En 241 av. J.-C., Caecilius Metellus qui est pontife se précipite dans le temple de Vesta en flammes et sauve les objets sacrés dont le Palladion, y perdant la vue,,,,,. Cicéron affirme que c'est la vue des objets sacrés qui le rend aveugle, et non l'incendie.
Pour Jean Haudry, cet exploit est caractéristique d'une « mutilation qualifiante », typique d'un Feu protecteur comme Caeculus, fils du dieu romain Vulcain, dont la gens Caecilia prétend descendre.
En 224 av. J.-C., il est dictateur et choisit comme maître de cavalerie Numerius Fabius Buteo, juste pour s'occuper de l'élection des nouveaux consuls, les consuls en activité ne pouvant se rendre aux élections, étant en guerre contre les Gaulois.